# 달콤하게 씹는 공주
〈달콤하게 씹는 공주〉(甘噛み姫)은 NMB48의 14번째 싱글이다.

## 개요
전작 〈Must be now〉으로부터 약 반 년 만의 발매이다.

## 수록곡

### 통상반 Type-A
자켓 사진 (표지): 스토 리리카·야마모토 사야카
CD
1. 甘噛み姫 / 달콤하게 씹는 공주
(작사: 아키모토 야스시 / 작곡: 와타나베 사야카  / 편곡: 와카타베 마코토)
2. 365日の紙飛行機 / 365일의 종이비행기
(작사: 아키모토 야스시 / 작곡: 카도노 토시카즈, 아오바 히로키 / 편곡: 사카모토 슈이치)
3. 儚い物語 / 덧없는 이야기 - Team N
(작사: 아키모토 야스시 / 작곡: 츠지 타카히로 / 편곡: 노나카 “마사” 유이치)
4. 甘噛み姫 off vocal ver.
5. 365日の紙飛行機 off vocal ver.
6. 儚い物語 off vocal ver.

DVD
1. 甘噛み姫 뮤직 비디오
2. 甘噛み姫 뮤직 비디오 댄스 버전
3. 儚い物語 뮤직 비디오
4. 특전 영상 " NMB48 가을 대운동회 전편 "

### 통상반 Type-B
자켓 사진 (표지): 무라세 사에·시로마 미루·타니가와 아이리·야구라 후코
CD
1. 甘噛み姫 / 달콤하게 씹는 공주
2. 365日の紙飛行機 / 365일의 종이비행기
3. 恋を急げ / 사랑을 서둘러 - Team M
(작사: 아키모토 야스시 / 작곡: 무라마사 히로키, Carlos K. / 편곡: Carlos K.)
4. 甘噛み姫 off vocal ver.
5. 365日の紙飛行機 off vocal ver.
6. 恋を急げ off vocal ver.

DVD
1. 甘噛み姫 뮤직 비디오
2. 甘噛み姫 뮤직 비디오 댄스 버전
3. 恋を急げ 뮤직 비디오
4. 특전 영상 " NMB48 가을 대운동회 중편 "

### 통상반 Type-C
자켓 사진 (표지): 와타나베 미유키
CD
1. 甘噛み姫 / 달콤하게 씹는 공주
2. 365日の紙飛行機 / 365일의 종이비행기
3. フェリー / 페리 - Team BII
(작사: 아키모토 야스시 / 작곡: 토야마 다이스케 / 편곡: 와카타베 마코토)
4. 甘噛み姫 off vocal ver.
5. 365日の紙飛行機 off vocal ver.
6. フェリー off vocal ver.

DVD
1. 甘噛み姫 뮤직 비디오
2. 甘噛み姫 뮤직 비디오 댄스 버전
3. フェリー 뮤직 비디오
4. 특전 영상 " NMB48 가을 대운동회 후편 "

### 통상반 Type-D
자켓 사진 (표지): 나이키 코코로·스토 리리카·시부야 나기사·야부시타 슈·오오타 유우리
CD
1. 甘噛み姫 / 달콤하게 씹는 공주
2. 365日の紙飛行機 / 365일의 종이비행기
3. 虹の作り方 / 무지개를 만드는 법
(작사: 아키모토 야스시 / 작곡·편곡: 츠지 타카히로)
4. 甘噛み姫 off vocal ver.
5. 365日の紙飛行機 off vocal ver.
6. 虹の作り方 off vocal ver.

DVD
1. 甘噛み姫 뮤직 비디오
2. 甘噛み姫 뮤직 비디오 댄스 버전
3. 虹の作り方 뮤직 비디오
4. 특전 영상 " NMB48 feat.요시모토 신희극 Vol.14 "

### 극장반
자켓 사진 (표지): 야부시타 슈·시부야 나기사·이치카와 미오리
CD
1. 甘噛み姫 / 달콤하게 씹는 공주
2. 365日の紙飛行機 / 365일의 종이비행기
3. 道頓堀よ、泣かせてくれ! / 도톤보리야,울어줘!
4. 甘噛み姫 off vocal ver.
5. 365日の紙飛行機 off vocal ver.
6. 道頓堀よ、泣かせてくれ! off vocal ver.

## 선발 멤버

### 달콤하게 씹는 공주
(센터: 야마모토 사야카)
- 오오타 유우리, 카토 유카, 죠니시 케이, 스토 리리카, 야마모토 사야카, 요시다 아카리, 오키타 아야카, 시로마 미루, 타니가와 아이리, 후지에 레이나, 무라세 사에, 야구라 후우코, 이치카와 미오리, 쿠사카 코노미, 시부야 나기사, 야부시타 슈, 와타나베 미유키

### 365일의 종이비행기
- 야마모토 사야카

### 덧없는 이야기
〈Team N〉 명의
(센터: 오오타 유우리, 스토 리리카)
- 아카시 나츠코, 이시다 유미, 오오타 유우리, 카토 유카, 키시노 리카, 코가 나루미, 죠 에리코, 죠니시 케이, 스토 리리카, 니시자와 루리나, 야마오 리나, 야마구치 유키, 야마모토 사야카, 요시다 아카리, 니시나카 나나미, 혼고 유즈하

### 사랑을 서둘러
〈Team M〉 명의
(센터: 시로마 미루, 야구라 후코)
- 아즈마 유키, 이시즈카 아카리, 우에무라 아즈사, 우노 미즈키, 오키타 아야카, 카와카미 레나, 키노시타 모모카, 쿠시로 리나, 시로마 미루, 타케이 사라, 타니가와 아이리, 나카노 레이나, 후지에 레이나, 마츠무라 메구미, 미타 마오, 무라세 사에, 모리타 아야카, 야구라 후우코, 시바타 유이, 호리 시온

### 페리
〈Team BII〉 명의
(센터: 시부야 나기사, 야부시타 슈)
- 이지리 안나, 이소 카나에, 이치카와 미오리, 우에다 미레이, 오오단 마이, 카미에다 에미카, 카와카미 치히로, 키노시타 하루나, 쿠사카 코노미, 시부야 나기사, 나이키 코코로, 하야시 모모카, 마츠오카 치호, 야부시타 슈, 와타나베 미유키, 안도 에리나, 무라나카 유키, 야스다 모모네

### 무지개를 만드는 법
(센터: 오오타 유우리)
- 오오타 유우리, 스토 리리카, 시부야 나기사, 나이키 코코로, 야부시타 슈

### 도톤보리야,울어줘!
(센터: 야마모토 사야카)
- 오오타 유우리, 스토 리리카, 야마모토 사야카, 시로마 미루, 야구라 후코, 시부야 나기사, 야부시타 슈, 와타나베 미유키